# 3 يوليو
- السبت
- الأحد
- الاثنين
- الثلاثاء
- الأربعاء
- الخميس
- الجمعة

- 283 محرم 1447  هـ
- 294 محرم 1447  هـ
- 305 محرم 1447  هـ
- 16 محرم 1447  هـ
- 27 محرم 1447  هـ
- 38 محرم 1447  هـ
- 49 محرم 1447  هـ
- 510 محرم 1447  هـ
- 611 محرم 1447  هـ
- 712 محرم 1447  هـ
- 813 محرم 1447  هـ
- 914 محرم 1447  هـ
- 1015 محرم 1447  هـ
- 1116 محرم 1447  هـ
- 1217 محرم 1447  هـ
- 1318 محرم 1447  هـ
- 1419 محرم 1447  هـ
- 1520 محرم 1447  هـ
- 1621 محرم 1447  هـ
- 1722 محرم 1447  هـ
- 1823 محرم 1447  هـ
- 1924 محرم 1447  هـ
- 2025 محرم 1447  هـ
- 2126 محرم 1447  هـ
- 2227 محرم 1447  هـ
- 2328 محرم 1447  هـ
- 2429 محرم 1447  هـ
- 2530 محرم 1447  هـ
- 261 صفر 1447  هـ
- 272 صفر 1447  هـ
- 283 صفر 1447  هـ
- 294 صفر 1447  هـ
- 305 صفر 1447  هـ
- 316 صفر 1447  هـ
- 17 صفر 1447  هـ

3 يوليو أو 3 تمُّوز أو 3 يوليه أو يوم 3 \ 7 (اليوم الثالث من الشهر السابع) هو اليوم الرابع والثمانون بعد المئة (184) من السنوات البسيطة، أو اليوم الخامس والثمانون بعد المئة (185) من السنوات الكبيسة وفقًا للتقويم الميلادي الغربي (الغريغوري). يبقى بعده 181 يوما لانتهاء السنة.

## أحداث
- 324 - وقوع «معركة أندريانوبل»، وكانت نتيجتها هزيمة الإمبراطور الروماني ليسينيوس على يد قسطنطين الأول.
- 1250 - المسلمون يعتقلون ملك فرنسا لويس التاسع في معركة فارسكور خلال الحملة الصليبية السابعة.
- 1608 - المستكشف الفرنسي صمويل دو شامبلان يؤسس مدينة كيبك.
- 1778 - القوات البريطانية ترتكب مجزرة في وايومنغ راح ضحيتها 360 شخص منهم أطفال ونساء.
- 1778 - بروسيا تعلن الحرب على النمسا.
- 1819 - الافتتاح الرسمي لأول صندوق توفير في الولايات المتحدة تحت اسم «بنك المدخرات لنيويورك».
- 1886 - المهندس والمخترع الألماني كارل بنز يتمكن من قيادة أول سيارة تعمل بمحرك بخاري من إختراعه.
- 1890 - انضمام ولاية أيداهو للولايات المتحدة لتصبح الولاية الثالثة والأربعين في ترتيب الانضمام.
- 1915 - وقوع معركة الدكيم في منطقة لحج اليمنية، وانتصرت فيها القوات اليمنية العثمانية على قوات سلطان لحج علي بن أحمد، الموالية للإنجليز، ودخلت لحج، وانسحب منها سلطانها علي بن أحمد العبدلي إلى عدن.
- 1928 - أول بث تلفزيوني بالألوان في لندن.
- 1948 - تحرير العبيد في مستعمرة جزر الأنتيل الدنماركية.
- 1962 - جبهة التحرير الوطني الجزائرية تعلن انتهاء ثورة التحرير بعد أن أقرت فرنسا باستقلال الجزائر ولم يتبقى سوى التصديق الرسمي على الاتفاق بين الجانبين.
- 1979 - الرئيس الأمريكي جيمي كارتر يوقع على اتفاق يقضي بمنح مساعدات سرية للمعارضين للحكم السوفيتي بأفغانستان.
- 1988 - سفينة حرب أمريكية تسقط طائرة ركاب مدنية إيرانية في الخليج العربي قتل على إثرها 290 شخص.
- 2004 - الافتتاح الرسمي لقطار الأنفاق في بانكوك بتايلاند.
- 2005 - دخول القانون الوطني الذي يشرع زواج شخصين من نفس الجنس حيز التنفيذ في إسبانيا.
- 2013 - انقلاب عسكري في مصر بقيادة وزير الدفاع عبد الفتاح السيسي أطاح فيه بالرئيس محمد مرسي أول رئيس منتخب بعد ثورة 25 يناير، مؤيدا من شيخ الأزهر «المعين» وبابا الكنيسة وبعض أحزاب المعارضة، وقام بتعيين رئيس المحكمة الدستورية عدلي منصور رئيسا مؤقتا للبلاد.
- 2015 - الطائرة الكهربائية سولار إمبلس-2 تحط في هاواي قادمة من اليابان، وبهذا تكمل الطائرة رحلة ملاحة دورانية بدأت من أبوظبي.
- 2016 - وقوع تفجيرات بالعاصمة العراقية بغداد تسفر عن مقتل 292 وإصابة 250 تبناها تنظيم الدولة الإسلامية.
- 2018 - فيضانات وانهيارات أرضية في اليابان بسبب السيول تُخلف 126 قتيلاً و86 في عداد المفقودين.
- 2019 - طائراتٌ حربيَّة تقصفُ مركزًا لِلمُهاجرين الأفارقة في مدينة طرابُلس الغرب ممَّا أدَّى إلى مقتل 53 شخصًا وجرح ما يزيد عن 130 آخرين، وحُكُومة الوفاق والجيش الوطني الليبي يتبادلان الاتهامات حول هويَّة المُنفِّذ.
- 2020 -
  - انتحار علي محمد الهق في بيروت، خلال ثورة 17 تشرين الأول.
  - الجزائر تستعيد رفات 24 من قادة المقاومة الجزائرية، بعد مرور 170 سنة على احتجازها وعرضها في متاحف فرنسية مختلفة.
- 2023 - مقتل 12 فلسطينيًّا وإصابة ما يزيد عن 170 آخرين في اجتياح جيش الاحتلال الإسرائيلي لمخيم جنين، والمقاومة الفلسطينية ترد بقتل جندي إسرائيلي وإصابة آخرين وإعطاب مركبات عسكرية.

## مواليد
- 1883 - فرانتس كافكا، كاتب تشيكي ألماني.
- 1924 -
  - وداد حمدي، ممثلة مصرية.
  - سيلابان راما ناطان، رئيس سنغافورة.
- 1940 - نائلة معوض، سياسية لبنانية.
- 1943 - خلف بن هذال العتيبي، شاعر وعسكري سعودي.
- 1947 - روب رينسينبرينك، لاعب كرة قدم هولندي.
- 1962 - توم كروز، ممثل أمريكي.
- 1964 - جوان هاريس، كاتبة إنجليزية.
- 1965 - علاء مرسي، ممثل مصري.
- 1973 - باتريك ويلسون، ممثل أمريكي.
- 1975 - حسام الشاه، ممثل سوري.
- 1988 - تشو ميونغ هو، لاعب كرة قدم كوري شمالي.
- 1991 - فيصل درويش، لاعب كرة قدم سعودي.
- 1996 - كينجي جيراك، مغني فرنسي.

## وفيات
- 1409 - نصر الله البغدادي، فقيه حنبلي ولغوي عراقي.
- 1676 - ابن أبي السرور البكري، صوفي ومؤرخ وأديب مصري.
- 1904 - تيودور هرتزل، مؤسس الحركة الصهيونية العالمية.
- 1918 - محمد الخامس، سلطان عثماني.
- 1980 - عبد الحميد شرف، رئيس وزراء أردني.
- 1986 - أمين الهنيدي، ممثل مصري.
- 2006 - إسماعيل شموط، فنان تشكيلي فلسطيني.
- 2008 - عبد الوهاب المسيري، مفكر وكاتب مصري.
- 2010 - محمد داود عودة، قائد فلسطيني في منظمة أيلول الأسود.
- 2011 - علي بحر، مغني بحريني.
- 2012 - أندي جريفيث، ممثل أمريكي.
- 2016 - جيرالدين لوهورن، فنانة ومربية أمريكية.
- 2025 - ديوغو جوتا، لاعب كرة قدم برتغالي.

## أعياد ومناسبات
- عيد الاستقلال في بيلاروسيا.
- بداية أيام الكلب، وهي أكثر الأيام سخونة في نصف الكرة الأرضية الشمالي.

## وصلات خارجية
- وكالة الأنباء القطريَّة: حدث في مثل هذا اليوم.
- النيويورك تايمز: حدث في مثل هذا اليوم.
- BBC: حدث في مثل هذا اليوم.